# Susana Rinaldi
Susana Natividad Rinaldi, född 25 december 1935, är en argentinsk tangosångare.